# Аргус
А́ргус, также А́ргос (др.-греч. Ἄργος, лат. Argus) — персонаж древнегреческой мифологии. Многоглазый великан, в связи с чем получил эпитеты «Всевидящего» и «Многоглазого» или «Панопта».
Множество глаз, из которых одна часть спала, а другая бодрствовала, делало его идеальным стражем. Именно ему Гера дала задание охранять превращённую в корову возлюбленную Зевса Ио. Зевс поручил своему сыну Гермесу освободить свою любовницу. Гермесу с большим трудом удалось усыпить Аргуса, после чего он убил многоокого великана. После смерти Гера либо превратила Аргуса в павлина, либо поместила его глаза на павлиний хвост.
В античности Аргуса воспринимали как персонификацию звёздного неба. В Новое время сюжет мифа нашёл отображение на картинах многих художников, в том числе П. П. Рубенса и К. Лоррена.

## Мифы

### Происхождение
Существует несколько версий мифа о происхождении Аргуса. Согласно Псевдо-Аполлодору он был сыном царя Аргоса Агенора, Псевдо-Гигину — Пиранта и Каллирои. У Псевдо-Аполлодора содержится перечисление версий происхождения Аргуса в древнегреческой литературе. Так, согласно данному источнику, Ферекид писал, что Аргус был сыном Арестора, Асклепиад — Инаха, Керкоп — Аргоса и дочери Асопа Исмены Акусилай — богини земли Геи. Происхождение Аргуса от Земли (Геи) подчёркивал Эсхил.

### Внешний вид
Все античные источники представляют Аргуса многоглазым великаном. У Кратина и на некоторых вазах он двуглавый. Количество глаз у Аргуса разнится от источника к источнику. Согласно Ферекиду их три или четыре — два на лице и один или два на затылке, Овидию и Первому Ватиканскому мифографу — сто, Нонну Панополитанскому — тысяча, Псевдо-Гигину, Эсхилу, Псевдо-Аполлодору, Макробию и др. — неисчислимое множество по всему телу. Также отличался необычайной силой.
В связи со столь характерным видом Аргус получил эпитеты «Всевидящего» и «Многоглазого», в передаче с древнегреческого «Панопта».
Наличие множества глаз, из которых одна часть спала, а другая — бодрствовала, делало Аргуса идеальным неусыпным сторожем.

### Жизнь и смерть
Согласно Псевдо-Аполлодору Аргус убил быка, опустошающего Аркадию, шкуру которого надел на себя. Также он убил сатира, притеснявшего жителей Аркадии и отбирающего у них скот. Кроме того, во время сна убил дочь Тартара и Геи чудовище Ехидну, похищавшую путников. Отомстил убийцам царя Аргоса Аписа. Был женат на дочери Асопа Исмене, от которой родился Иас. В данных подвигах и описании семьи антиковеды видят переплетение образов Аргуса и других персонажей древнегреческих мифов — сына Зевса и Ниобы Аргоса и его одноимённого правнука.
По одному из мифов Зевс соблазнил жрицу своей жены Геры Ио. Находясь рядом с возлюбленной, Зевс вовремя предугадал появление Геры и превратил Ио в прекрасную белую корову. Гера, почувствовав обман, заставила мужа подарить ей Ио в виде коровы. Сторожить любовницу своего мужа богиня поручила Аргусу.
Великан ответственно подошёл к заданию своей госпожи. Он не спускал с Ио глаз. Днём он выпасал превращённую в корову Ио, а вечером, обвязанную верёвкой, запирал в хлеву. Когда отец девушки Инах, уразумев происходящее, горевал около дочери, Аргус разлучил их. Зевс, видя страдания возлюбленной, поручил Гермесу освободить Ио. Сын Зевса, который, в том числе, был божеством снов и сновидений, принял образ странника и прибыл в рощу около Микен, где Аргус в тот момент выпасал Ио.
Сначала Гермес целый день безуспешно пытался усыпить Аргуса во время беседы, а также игрой на свирели. После начал, «снотворный» рассказ о любви Пана к наяде Сиринге. Как только Аргус, не выдержав повествования, заснул, Гермес убил его, отрезав голову серпом, либо ударив камнем. Таким образом он смог освободить для Зевса Ио, а также получил эпитет «Аргоубийцы» (др.-греч. Ἀργειφόντης).

### Посмертные мифы
Согласно классической версии мифа Гера превратила Аргуса в павлина, либо поместила его глаза на павлиний хвост. После смерти тень Аргуса в виде многоглазого пса преследовала Ио.

## Толкование мифа
Антиковеды видят в Аргусе переходную фигуру от архаики к культу героев. Начиная с классической эпохи, его воспринимали в качестве персонификации звёздного неба. В частности, у Макробия в «Сатурналиях» приведено следующее толкование мифа: «в этом рассказе Аргус — это небосвод, усеянный блеском звёзд, в которых заключается, кажется, какой-то образ небесных глаз. […] Так вот, этот круговорот неба, украшенный огнями звёзд, тогда считается погубленным Меркурием, когда Солнце в дневное время, затмевая звёзды, как бы уничтожает [их], силой своего света отнимая у смертных их созерцание».

## В искусстве

### Античность
Древнейшее из сохранившихся античных изображений Аргуса представлено на амфоре 540—530 годов до н. э., ныне экспонируемой в Государственном античном собрании Мюнхена. Мотив изображения следующий. Уродливый великан с рогом на лбу Аргус, у которого кроме двух глаз на лице присутствуют глаза на груди, держит верёвку на рогах коровы Ио. Слева незаметно, о чём свидетельствует скачущая рядом и ничего не замечающая пастушья собака, приближается Гермес. Он явно хочет украсть корову. На этом сосуде не рассматривается вариант убийства, так как Гермес и Аргус безоружны. На других амфорах и кратерах, — в энциклопедии классической древности Паули-Виссова за 1895 год таких приведено 14, отображены различные вариации и действующие персонажи мифа об убийстве Аргуса Гермесом и освобождения Ио.
Также изображения Аргуса на фресках найдены в Помпеях.
Отсылки к мифу об Аргусе находят в нумизматике. Верный своей госпоже Гере Аргус в виде павлина стал характерным атрибутом этой богини на монетах. Более того, Аргус-павлин может присутствовать на монете самостоятельно, являясь общепринятой эмблемой Геры-Юноны. Фигуру павлина из золота и драгоценных камней пожертвовал в храм Геры, неподалёку от древних Микен, император Адриан.
Наиболее значительными античными произведениями, в которых произведена литературная обработка мифа об Аргусе, являются трагедии Эсхила «Прометей прикованный» и «Просительницы», Еврипида «Финикиянки» и «Метаморфозы» Овидия.
|                                                                                                |                             | |
| Схематическое изображение с античной греческой амфоры V века до н. э. с героями мифа об Аргусе | Ио и Аргус Фреска из Помпей | Реверс античного римского ауреуса 141 года н. э. с атрибутом Геры-Юноны павлином, символизирующем Аргуса |

### Новое и Новейшее время
В Новое время к мифу об Аргусе обращались многие мастера живописи. П. П. Рубенс создал три полотна с различными эпизодами мифа об Аргусе — «Гермес усыпляет Аргуса», «Гермес убивает заснувшего Аргуса» и «Гера превращает мёртвого Аргуса в павлина».
|                                                                                   |                                                               |                                                                                    |
| «Меркурий и Аргус», 1635. П. П. Рубенс Галерея старых мастеров, Дрезден, Германия | «Меркурий и Аргус», 1636. П. П. Рубенс Прадо, Мадрид, Испания | «Юнона и Аргус», 1610-е годы. П. П. Рубенс Музей Вальрафа-Рихарца, Кёльн, Германия |

Кроме Рубенса картины с Аргусом создали фламандский художник Хендрик де Сомер, голландские художники А. Блумарт и А. Хондиуса, испанец А. де ла Круз, итальянцы А. Локателли, Я. Амигони и др.
|                                                                                    |                                                                   |                                                                             |                                                                                |                                            | |
| «Меркурий, Аргус» и Ио, ок. 1592. А. Блумарт Центральный музей Утрехта, Нидерланды | «Меркурий и Аргус», 1632—1656. Хендрик де Сомер Частная коллекция | «Меркурий и Аргус», вторая половина XVII века. А. Хондиус Частная коллекция | «Меркурий и Аргус», первая половина XVIII века. А. Локателли Частная коллекция | «Аргус охраняет Ио», XVIII век. Я. Амигони | «Меркурий и Аргус», 1773. А. де ла Круз Королевская академия изящных искусств Сан-Фернандо, Мадрид, Испания |

Литературная обработка мифов об Аргусе содержится в «Сказаниях о Титанах» 1955 года Я. Э. Голосовкера. В русском языке слово «Аргус» стало нарицательным обозначением бдительного стража. В этом контексте оно встречается в стихотворении А. С. Пушкина «Письмо к Лиде»: «Но скоро Аргусы заснут, / Замкам предательным поверя,».

## В биологии
Аргус стал эпонимом рода лат. Argusianus (Фазан аргус) из семейства фазановых. Из-за узора на перьях в виде больших глазков Карл Линней в 1766 году дал птицам соответствующее название. Немецкий орнитолог Эрнст Хартерт описал живущих на севере Австралии и нескольких островах Индонезии лат. Eurostopodus argus (Spotted nightjar). Кроме этих птиц аргусами, за характерную раскраску, назвали одну амфибию и четырёх рептилий (Аргусов варан, Антильский круглопалый геккон — лат. Sphaerodactylus argus, Cnemaspis argus, Монгольская ящурка — лат. Eremias argus), а также вид моллюска из семейства каури Arestorides argus и рыб змееголовов — лат. Channa argus.